# Mašinostroitelej (metropolitana di Ekaterinburg)
La stazione di Mašinostroitelej (Машиностроителей) è una stazione della metropolitana di Ekaterinburg, sulla linea 1.

## Storia
La stazione di Mašinostroitelej venne attivata il 26 aprile 1991, contemporaneamente alla prima tratta (da Prospekt Kosmonavtov a Mašinostroitelej) della linea 1; rimase capolinea fino al successivo 22 dicembre, quando venne attivato il prolungamento fino a Ural'skaja.

## Strutture e impianti
Si tratta di una stazione sotterranea, con due binari – uno per ogni senso di marcia – serviti da una banchina ad isola.